# Velars-sur-Ouche
Velars-sur-Ouche ist eine französische Gemeinde im Département Côte-d’Or im Arrondissement Dijon in der Region Bourgogne-Franche-Comté mit 1829 Einwohnern (Stand 1. Januar 2022).

## Geografie
Velars-sur-Ouche liegt ungefähr 10 Kilometer westlich von Dijon. Durch den Ort fließen die Ouche und der Canal de Bourgogne.

## Geschichte
Seit dem 16. Jahrhundert sind in Velars eine Vielzahl kunsthandwerklicher und industrieller Betriebe ansässig gewesen: unter anderem gab es Schmiedearbeiten, Papierherstellung, Glasarbeiten, Mühlen, Ziegelherstellung, Ölmühlen, Senfherstellung. Eine Glockengießerei fertigte zwischen 1907 und 1909 über 300 Glocken an, was diese Glockengießerei bekannt machte.
In Velars-sur-Ouche ereigneten sich zwei schwere Eisenbahnunfälle:
- Am Viaduc de la Combe des Biches entgleiste 1888 ein Zug. Ein großer Teil des Viadukts wurde 1944 während des Zweiten Weltkrieges von den Deutschen zerstört.
- Am Viaduc de la Combe de Fain, auch er wurde 1944 während des deutschen Rückzugs schwer beschädigt, entgleiste am 23. Juli 1962 der Nachtzug von Paris nach Marseille, weil er eine Kurve vor der Brücke zu schnell durchfahren hatte. Ein Wagen stürzte von der Brücke und wurde schwer beschädigt. 39 Menschen starben, 46 weitere wurden verletzt.[1]

## Sehenswürdigkeiten
- Kapelle Notre Dame d’Etang: Oberhalb des Ortes liegt die Kapelle Notre Dame d’Etang, die auch das Wahrzeichen von Velars-sur-Ouche ist. Die Kapelle wurde Ende des 19. Jahrhunderts an der Stelle erbaut, an der Hirten 1435 eine kleine Marienstatue fanden. Zurzeit ist die Kapelle wegen Renovierungsarbeiten geschlossen. Es finden jährlich mehrere Wallfahrten zu der Kapelle statt, zum Muttertag und jeweils am ersten Sonntag im Juli und im September. Die Marienstatue auf der Kapelle ist 8 Meter hoch und wiegt ungefähr 10 Tonnen.
- Schloss Pingat: aus dem 19. Jahrhundert
- ehemalige Schloss Debost: das ehemalige Schloss ist von einem Park umgeben und liegt in Velars-sur-Ouche (hinter der Bäckerei)

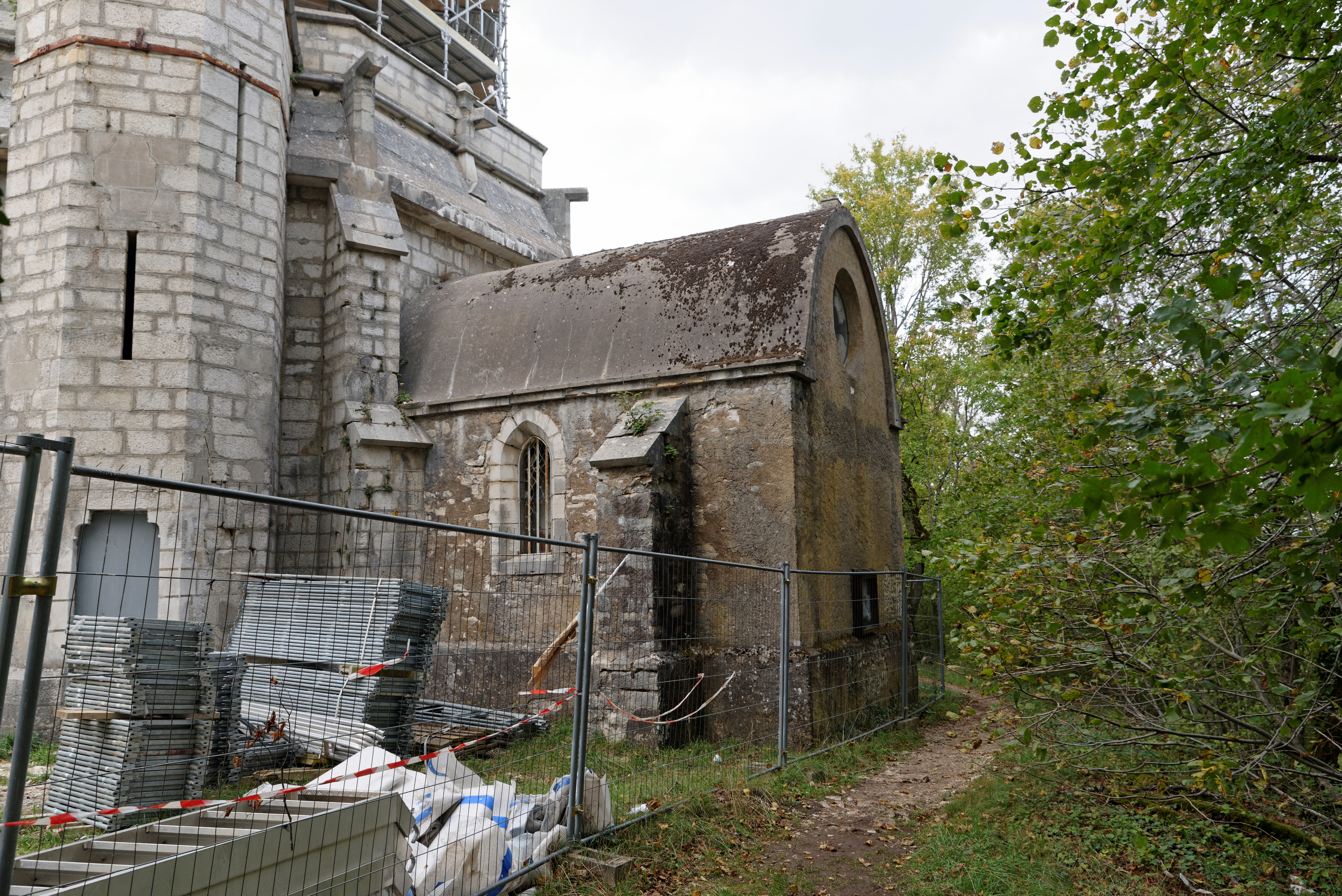
Kapelle Notre Dame d’Etang
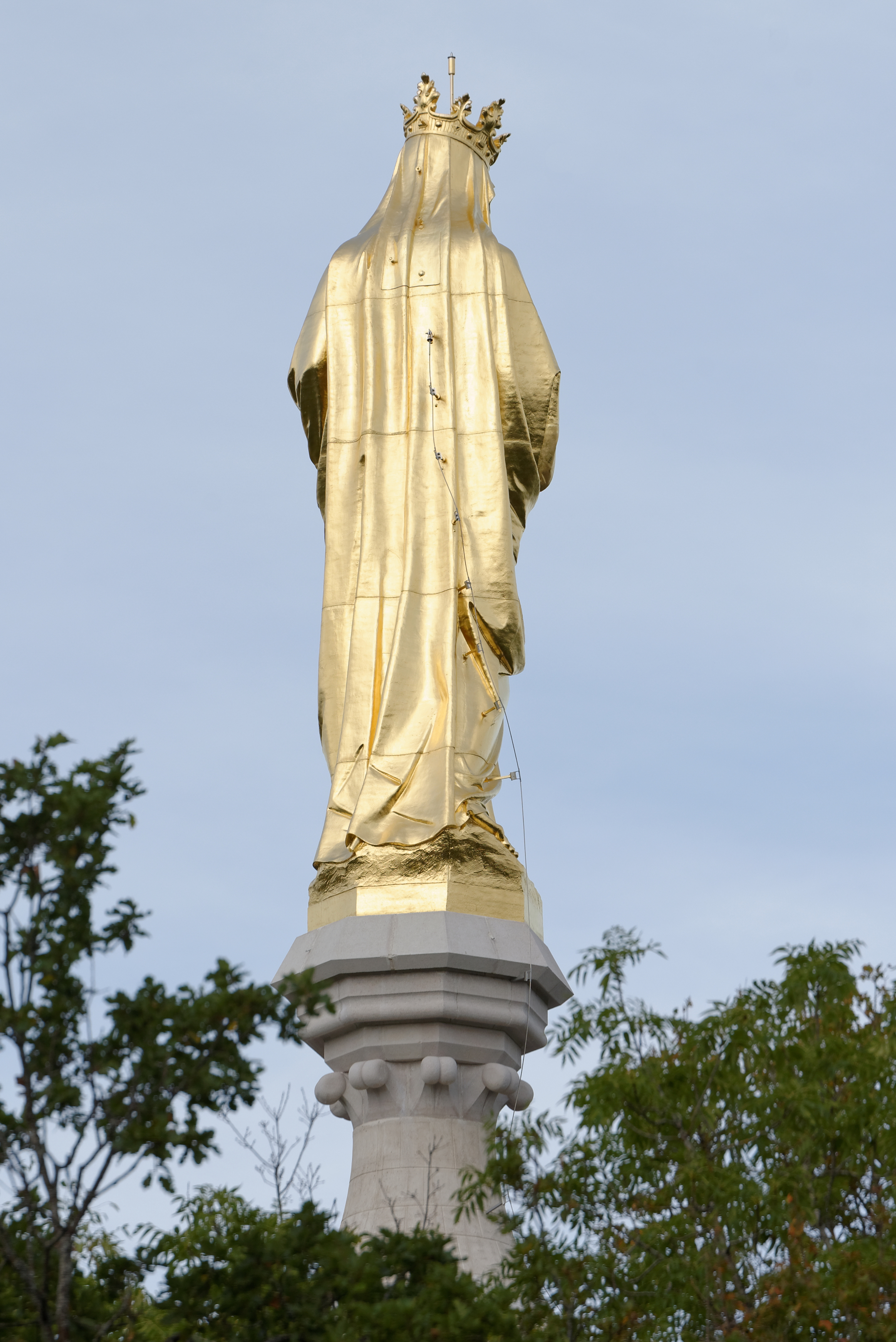
Marienstatue
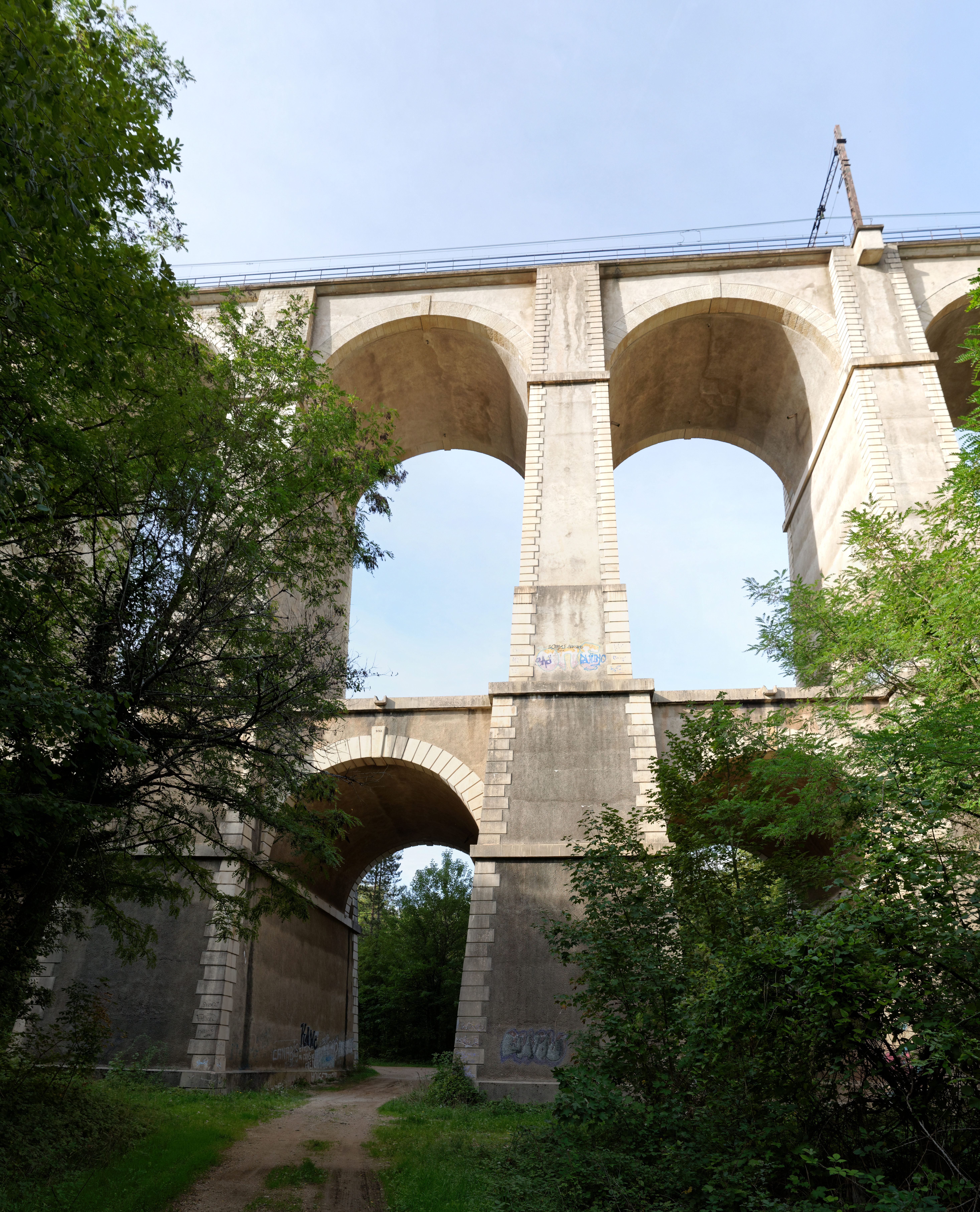
Eisenbahnviadukt, Monument historique

## Persönlichkeiten
Söhne und Töchter
- Pierre Desvignes (1764–1827), französischer Komponist und Kirchenmusiker

## Städtepartnerschaften
- Osburg bei Trier in Deutschland, seit 1993

## Verkehr
Velars-sur-Ouche liegt an der Autoroute A38 und der Bahnstrecke Paris–Marseille.